# Hässleholms centralstation
Hässleholms centralstation – stacja kolejowa w Hässleholm, w regionie Skania, w Szwecji. Położona jest w centrum Hässleholm i wraz z dworcem autobusowym tworzy Hässleholms resecentrum. 
Stacja jest ważnym węzłem kolejowym i obsługuje dziennie około 120 pociągów.

## Historia
Kolej w Hässleholm pojawiła się 1860 roku wraz z otwarciem linii z Malmö. Pozostałe odcinki Södra stambanan powstawały w kilku etapach. W 1863 roku powstał dwupiętrowy budynek dworca z kamienia. Architektem obiektu był Adolf W. Edelsvärd. W latach 1865–1899 oddano linie do Kristianstad, Helsingborg oraz Halmstad przez Markham. Wówczas Hässleholms stał się ważnym węzłem kolejowym, a w 1919 roku został rozebrany stary budynek dworca i powstał nowy ceglany, który został ukończony w 1921 roku. Architektem nowego budynku był Folke Zettervall.

## Obecnie
Hässleholm nadal jest ważnym węzłem kolejowym z 11.000 pasażerów dziennie i około 120 pociągów. Pociągi odjeżdżają m.in. do Sztokholmu, Malmö, Kopenhagi, Helsingør, Kalmar, Göteborga, Helsingborg, Kristianstad, Karlskrony i Markaryd. Ruch pociągów odbywa się w 5 kierunkach. 

## Linie kolejowe
- Södra stambanan
- Skånebanan
- Markarydsbanan